# Nine (manga)
Nine (ナイン?, Nain) è una serie spokon manga creata da Mitsuru Adachi e pubblicata in 5 volumi tra il 1978 ed il 1979; la storia è stata adattata in tre film d'animazione per la TV fra il 1983 ed il 1984, in un film per il cinema nel 1983 e in un live action nel 1987.
La storia parla di due amici che, appena entrati al liceo, decidono di unirsi al club di baseball; il titolo viene dai nove membri della squadra.

## Trama
Poco prima di entrare alla Seishu HighSchool, la promettente stella del baseball Katsuya e il giovane campione di judo Susumu vedono un giorno una ragazza scoppiare disperatamente in lacrime dopo che la propria squadra di baseball scolastica ha perso una partita.
I due amici decidono immediatamente di unirsi alla squadra nel tentativo di migliorarne le prestazioni e così donare nuovamente il sorriso alla bella fanciulla; la ragazza si rivela essere Yuri, figlia dell'allenatore della squadra e i due giovani vengono inoltre a sapere che il club sportivo sarà chiuso se non comincerà il prima possibile a vincere le gare e diventare competitivo.
Assieme ad Eiji e agli altri membri del gruppo lavoreranno duramente per far accedere il club allo Stadio Hanshin Kōshien.

## Personaggi
- Katsuya Niimi (新见克也?). Doppiato da: Tōru Furuya

Difensore centrale della squadra di Baseball della Seishu High School, innamorato di Yuri. Durante la scuola media, ha raggiunto le classifiche nazionali nelle gare di 100 e 200 metri di corsa per la sua fascia di età. Il suo cibo preferito è il sushi. Indossa la maglia numero 8.
- Yuri Nakao (中尾百合?). Doppiato da: Mariko Ishihara (TV 1), Mariko Kurata (TV 2), Narumi Yasuda (TV 3)

Giovane direttore del club di baseball e figlia dell'allenatore della squadra. Nascerà presto e si svilupperà a poco a poco una storia d'amore tra lei e Katsuya.
- Susumu Karasawa (唐沢进?). Doppiato da: Kei Tomiyama

L'esterno destro della squadra. Nella scuola media, era campione nel judo. Indossa il numero 9.
- Eiji Kurahashi (仓桥永二?). Doppiato da: Kaneto Shiozawa

L'asso lanciatore mancino della squadra, è stato uno dei migliori lanciatori in tutto il Giappone nella scuola media. Vive con suo padre, un camionista.
- Yukimi Yasuda (安田雪美?). Doppiato da: Chika Sakamoto

Stella de club di atletica atleta alla Seishu High School, ha una cotta per Katsuya fin dai tempi delle medie. Dopo il trasferimento a Seishu all'inizio dell'anno scolastico, lei lo inizia a "perseguitare", con grande irritazione di Yuri.
- Kentaro Yamanaka (山中健太郎?). Doppiatore: Akira Kamiya

Un amico d'infanzia di Yuri, e asso come lanciatore alla High School Bunan dove ha portato la sua squadra alla vittoria al Koshien. Dopo una riunione inaspettato con Yuri, diventa il rivale in amore di Katsuya.
- Jiro Yamanaka (山中二郎?). Doppiato da: Yoshikazu Hirano

Fratello minore di Kentaro e nuovo membro del club di baseball Seishu High School, giocando in terza base. Ha una cotta per Yukimi. Indossa il numero 5.
- Chimi Yamanaka (山中智美) ? )

Sorella minore dei fratelli Yamanaka. Lei cerca di mediare il rapporto tra Yuri e Kentaro, che a sua volta la utilizza per interferire con la storia d'amore che via via si sviluppa tra Yuri e Katsuya.
- Coach Nakao. Doppiato da: Ichirō Nagai (film TV), Koichi Kitamura (pellicola cinematografica)

L'allenatore del club di baseball alla Seishu High School. Egli rischia di perdere il posto di lavoro per non aver vinto una sola partita, cosa che invece inizia a fare con l'aggiunta di Eiji Kurahashi alla squadra. Ha già allenato Kentaro per un breve periodo quando era più giovane, ed erano vicini di casa.
- Il padre di Kazuya Niimi. Doppiato da: Tatsuyuki Jinnai

Un ex giocatore di baseball che aiuta Eiji ad unirsi alla squadra dopo aver parlato con suo padre, con il quale ha formato la batteria vincente al torneo Koshien torneo di 20 anni prima.
- La madre di Kazuya Niimi. Doppiato da: Kazuko Makino

Appare solo nella pellicola cinematografica.
- Il padre di Eiji Kurashashi. Doppiato da: Takeshi Aono

Appare nella pellicola cinematografica.
- La madre di Yukimi Yasuda. Doppiato da: Miyoko Aso

Appare nella pellicola cinematografica.

## Cast live action
- Aki Asakura (Yuri Nakao)
- Kazuya Takahashi (Katsuya Niimi)
- Koyo Maeda (Jiro Yamanaka)
- Mikio Osawa (Kentaro Yamanaka)
- Mami Otsuka (Yukimi Yasuda)